# Lista de navios lançados em 1949
A seguir está uma lista não exaustiva dos navios lançados ao mar no ano de 1949.
|  | Data         | Navio                  | País        | Construtor                                | Localização                   | Classe               | Notas                      |
|  | ------------ | ---------------------- | ----------- | ----------------------------------------- | ----------------------------- | -------------------- | -------------------------- |
|  | 29 de março  | HMS Decoy              | Reino Unido | Yarrow Shipbuilders                       | Glasgow, Escócia              | Classe Daring (1949) |                            |
|  | 28 de junho  | SS Chusan              | Reino Unido | Vickers-Armstrongs                        | Barrow-in-Furness, Inglaterra | Classe Himalaya      | Para P&O                   |
|  | 28 de junho  | Cambodge'              | França      | Ateliers et chantiers de France-Dunkerque | Dunquerque                    | Transatlântico       | Para Messageries Maritimes |
|  | 10 de agosto | HMS Daring             | Reino Unido | Swan Hunter                               | Wallsend, Inglaterra          | Classe Daring (1949) |                            |
|  | 29 de agosto | MV Bloemfontein Castle | Reino Unido | Harland and Wolff                         | Belfast, Irlanda do Norte     | Transatlântico       | Para Union-Castle Line     |